# Chiliotrichiopsis peruviana
Chiliotrichiopsis peruviana là một loài thực vật có hoa trong họ Cúc. Loài này được G.L.Nesom, H.Rob. & A.Granda mô tả khoa học đầu tiên năm 2001.